# Jean de Plan Carpin
Giovanni dal Piano dei Carpini, ou Plano Cerpini, en français : Jean de Plan Carpin, né vers 1182 à Pian del Carpine en Ombrie, maintenant Magione dans la province de Pérouse, et mort le 1er août 1252 à Antivari, en Dalmatie, est un religieux franciscain italien du XIIIe siècle, légat du pape Innocent IV en Mongolie (1245-1247), puis évêque d'Antivari. C'est l’un des premiers Européens à laisser un récit de voyage en Asie centrale.

## Contexte géopolitique au milieu duXIIIesiècle
Les Mongols d'Ögödei, le fils de Gengis Khan, s'emparèrent de Moscou en 1238, puis de Kiev, en 1240. Ils envahirent la Pologne et la Hongrie, menacèrent Vienne, occupèrent Zagreb, non loin de l'Adriatique. Ce fut la nouvelle de la mort d'Ögödeï en 1241 qui provoqua le retrait des chefs mongols qui s'en allèrent régler leurs problèmes de succession au cœur de l'Asie centrale. Tout l'Occident avait tremblé mais, cependant, les possibilités d'entente semblaient plus grandes avec les peuples des steppes qu'avec le monde islamique qui restait l'ennemi principal depuis le XIe siècle. Les hordes mongoles ne s'étaient pas encore intégrées au monde islamique et on savait qu'elles comptaient en leur sein des chrétiens nestoriens. Après sa rupture avec le reste de la chrétienté, l'Église nestorienne avait trouvé refuge en Iran et de là rayonné jusqu'au Tibet et en Chine.

## Biographie
Jean de Plan Carpin, originaire de Magione, dans la province de Pérouse, fait partie des premiers disciples de François d'Assise (1181-1226). En 1221, Césaire de Spire, chargé par François de développer l'ordre franciscain en Allemagne, le choisit comme assistant. Il est chargé de la Saxe en 1223, puis ministre provincial d'Allemagne en 1228. Il est ministre provincial en Espagne (1230), puis de nouveau en Saxe (1232). Il s’est acquis une réputation de diplomate lors des missions qu’il a menées en Saxe, en Pologne et en Hongrie.
En 1245, à l'âge d'environ 60 ans, il est envoyé en ambassade auprès du grand Khan des Tartares.
Au retour de son voyage (1247), il est nommé évêque d'Antivari, en Dalmatie (1248), où il meurt dans son couvent en 1252.

## Voyage de Jean de Plan Carpin
Avant le concile de Lyon de 1245, le pape Innocent IV décide de prendre contact avec Ögödei, grand khan des Tartares pour l'exhorter à renoncer à attaquer la chrétienté et les autres nations.
Dans ce but il rédige deux lettres : les bulles Dei patris inmensa, une exposition de la foi catholique pour le peuple des Tartares datée du 5 mars et Cum non solum, une protestation contre les attaques des Mongols contre les chrétiens et une proposition de paix datée du 13 mars et envoie simultanément quatre ambassades auprès d'Ögödei, deux confiée aux franciscains, deux aux dominicains.
Le franciscain Jean de Plan Carpin, âgé de 63 ans, est envoyé en mission par la route du nord qui passe par la Russie. Il est porteur des deux lettres et de l'encyclique Cum simus super datée du 25 mars, qui invite les églises orientales à s’unir à Rome.

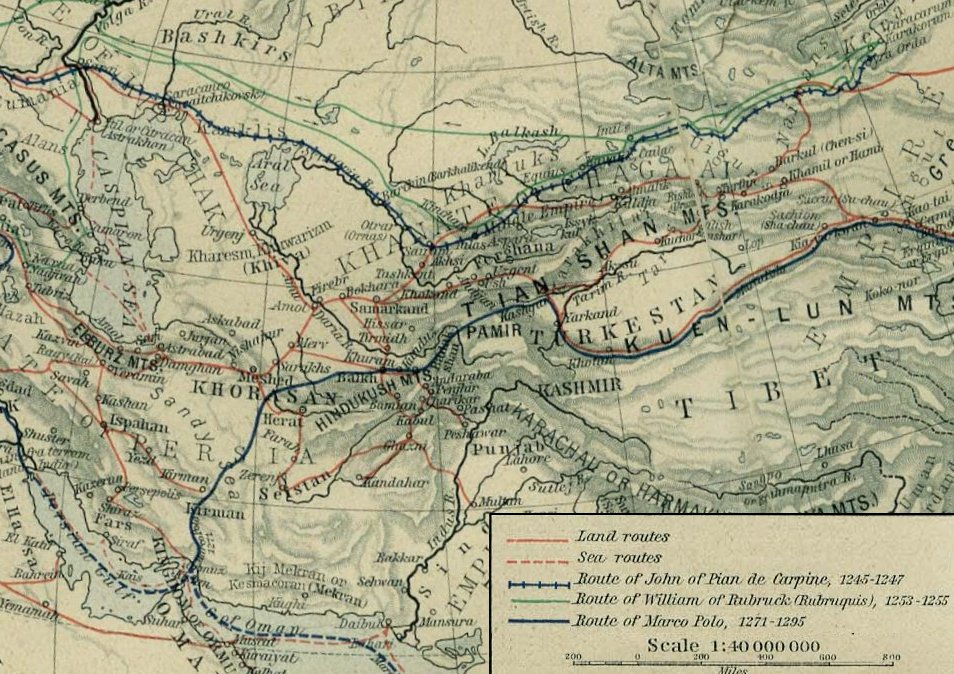
La route de Jean de Plan Carpin en Asie centrale

Le 16 avril 1245, il quitte Lyon en compagnie d'Étienne de Bohème, à destination de Kiev. À Breslau, Benoît de Pologne se joint à la mission pour servir d'interprète. Ils quittent Kiev le 3 février 1246 et rencontrent Batu, premier khan de la Horde d'or, le 4 avril, à Saraï, sur la basse Volga. Ils gagnent ensuite le cœur de l'empire mongol qu'ils atteignent le 22 juillet 1246. Plan Carpin  évoque la ville de Karakorum, fondée par Ögödei, mais n'y pénètre pas, au contraire de Guillaume de Rubrouck dix ans plus tard.
Jean de Plan Carpin est présent à l'assemblée, le quriltay, qui désigne Güyük comme nouveau grand khan. Jean lui remet les lettres du pape dans lesquelles celui-ci demande aux Mongols de ne plus attaquer l'Occident et propose à Güyük de se convertir au christianisme, mais celui-ci refuse. Dans sa réponse à la lettre du pape, Güyük demande la soumission des souverains chrétiens et les invite à venir rendre hommage au pouvoir mongol.
Quelques mois plus tard, la légation est de retour de ce périlleux voyage, que personne n'avait fait avant, elle regagne Lyon (début 1247).

## L’Histoire des Mongols appelés par nous Tartares
Si la mission est impuissante à convaincre les Mongols d’arrêter leur progression en Europe, elle est restée dans l’Histoire comme la première ambassade occidentale à avoir atteint le cœur du pays mongol. Le récit qu’en a rapporté Plan Carpin, Historia Mongolorum quos nos Tartaros appellamus, L’Histoire des Mongols appelés par nous Tartares, description des coutumes, de la géographie, de l’histoire et des figures marquantes du peuple mongol est un des trois témoignage les plus connus de voyageurs occidentaux du XIIIe siècle en Extrême-Orient, avec celui de Guillaume de Rubrouck et celui de Marco Polo.
Le texte de Plan Carpin est la première description du monde mongol, rapporté avec détails et précisions, dans le but bien défini d'avertir l'Europe contre le danger des hordes. Frère Jean en a rédigé une première version au cours de son retour qu'il faisait lire à chaque étape pour l'édification de ses hôtes. Une fois rentré et son rapport fait au pape, il rédigea en latin une seconde version plus structurée : L'Histoire des Mongols que nous appelons Tartares.
Le récit est divisé en deux parties. La première (8 chapitres) rassemble les connaissances sur les Mongols : histoire récente (conquêtes de Gengis Khan), mœurs, croyances, gouvernement, art militaire, le tout avec beaucoup de précision et une relative objectivité à défaut de sympathie. La description détaillée de l'équipement, des armes et des techniques guerrières des Mongols est suivie d'instructions à l'usage des chefs d'armée européens. Il colporte également un certain nombre de légendes connues depuis l'Antiquité à propos de peuples mythiques, tels que les Parossits mangeurs de fumée, les hommes-chiens ou les Unipodes. La seconde partie (un seul chapitre) est un récit du voyage et de l'ambassade. On comprend que c'est grâce à l'aide des princes d'Europe orientale (de Bohême, de Pologne, de Galicie) qui ont subi l'invasion des Mongols et entretiennent des contacts avec eux que le voyage a pu être organisé.
L'Historia Mongolorum quos nos Tartaros appellamus fut intégrée quelques années plus tard, sous forme abrégée, dans le Speculum Historiale, l'encyclopédie de Vincent de Beauvais et connut ainsi un certain succès. Le chroniqueur franciscain Salimbene de Adam dit aussi avoir rencontré Jean de Plan Carpin près de Lyon ce qui lui permit d'insérer la lettre du grand khan dans sa chronique.
La Relation de ses voyages (pendant les années 1245-1247) a été publiée, en latin, d'abord à La Haye en 1729, avec ceux de Benjamin de Tudèle et de Rubruquis ; et d'une manière plus complète, d'après les manuscrits de Leyde, par Marie-Armand d'Avezac, Paris, 1838.
Benoît de Pologne compagnon de Plan Carpin a également dicté ses souvenirs de voyage à un franciscain anonyme. Ce récit fut édité  en latin par d'Avezac en 1838 puis par Van der Wyngaert en 1929. Il a été traduit en français par T. Tanase en 2014, sous le titre : Voyage auprès des Tartares, d'après le témoignage oral du frère Benoît de Pologne. Un troisième récit du même voyage a été rédigé par un certain C. de Bridia, sans doute à partir des récits de Plan Carpin et de Benoît de Pologne.

### Édition en latin
- Marie-Armand d'Avezac, Relation des Mongols ou Tartares: première éd. complète, publiée d'après les manuscrits de Leyde, de Paris et de Londres, et précédée d'une notice sur les anciens voyages de Tartarie en général, et sur celui de Jean du Plan de Carpin en particulier, 1838.

### Traductions françaises

#### Traduction ancienne
- Pierre Bergeron, Relation des voyages en Tartarie de Fr. Guillaume de Rubruquis, Fr. Jean du Plan Carpin, Fr. Ascelin, et autres religieux de Saint-François et Saint-Dominique, qui y furent envoyés par le pape Innocent IV et le roi Saint-Louis. Plus un Traité des Tartares, de leur origine, mœurs, religion, conquêtes, empire, chams kans, hordes diverses et changements jusqu'aujourd'hui avec un abrégé de l'histoire des Sarrasins et mahométans, de leur pays, peuples, religion, guerres ; suite de leurs califes, rois, soudans, et de leurs divers empires et États établis par le monde, Paris, 1654 (lire en ligne). Rééditée dans Voyages autour du monde, en Tartarie et en Chine, Paris, 1830.

#### Traductions récentes
- Voyage de Jean du Plan de Carpin, dans Les précurseurs de Marco Polo, traduction et commentaire d'Albert t'Serstevens, édit. Arthaud (1959)
- Jean de Plan Carpin, Histoire des Mongols, traduit et annoté par Dom Jean Becquet et Louis Hambis, Paris, Adrien-Maisonneuve, 1965. Recension
- Jean de Plan Carpin, Histoire des Mongols, traduit et annoté par le P. Clément Schmitt, Paris, Éditions Franciscaines, 1961.
- Jean de Plan Carpin, Histoire des Mongols, Éditions Papillon 2008
- Jean de Plancarpin, Dans l'empire mongol, textes rassemblés, présentés et traduits du latin par Thomas Tanase, éditions Anacharsis, Toulouse, 2014.